# الجديد (أولاد الشرقي)
الجديد هو دُوَّار يقع بجماعة المربوح، إقليم قلعة السراغنة، جهة مراكش آسفي في المملكة المغربية. ينتمي الدوّار لمشيخة أولاد الشرقي التي تضم 10 دواوير. يقدر عدد سكانه بـ 2294 نسمة حسب الإحصاء الرسمي للسكان والسكنى لسنة 2004.

## روابط خارجية
- البوابة الوطنية للجماعات الترابية
- المندوبية السامية للتخطيط